# Баризе ла Кот
Баризе ла Кот (фр. Barisey-la-Côte) насеље је и општина у североисточној Француској у региону Лорена, у департману Мерт и Мозел која припада префектури Тул.
По подацима из 2011. године у општини је живело 205 становника, а густина насељености је износила 52,97 становника/км². Општина се простире на површини од 3,87 км². Налази се на средњој надморској висини од 279 метара (максималној 418 м, а минималној 264 м.

## Демографија
| 1962. | 1968. | 1975. | 1982. | 1990. | 1999. | 2011. |
| ----- | ----- | ----- | ----- | ----- | ----- | ----- |
| 102   | 118   | 115   | 155   | 156   | 162   | 205   |

График промене броја становника у току последњих година